# پلانینا (کروپانگ)
پلانینا (به صربی: Planina) یک منطقهٔ مسکونی در صربستان است که در کروپانگ واقع شده‌است. پلانینا ۲۰۴ نفر جمعیت دارد.